# Samhällsinformation
Samhällsinformation är gruppförsändelser från stat, kommun, politiska partier, kyrkan och ideella föreningar.
Gratistidningar med redaktionellt innehåll räknas generellt inte som samhällsinformation.
Enligt Post- och telestyrelsens bestämmelser skall samhällsinformation delas ut till alla hushåll, även de som har en dekal med "nej tack till reklam" vid sin postlåda.